# Unterseeboot UB-94
Pour les autres navires du même nom, voir Unterseeboot 94.
L'Unterseeboot UB-94 est un sous-marin (U-Boot) allemand de type UB III utilisé par la Kaiserliche Marine pendant la Première Guerre mondiale. Il est mis en service dans la marine impériale allemande le 1er juin 1918.
L'UB-94 s’est rendu à la France le 22 novembre 1918 et servit sous le nom de Trinité-Schillermans jusqu’au 24 juillet 1935, puis il fut démantelé.

## Conception
Comme tous les sous-marins de type UB III, l'UB-94 avait un déplacement de 510 tonnes en surface et de 640 tonnes en immersion. Ses moteurs lui permettaient de naviguer à 13 nœuds (24 km/h) en surface et à 7,4 nœuds (13,7 km/h) en immersion. Il avait une autonomie de 7120 milles marins (13190 km) à sa vitesse de croisière. L'UB-94 transportait 10 torpilles et était armé d’un canon de pont de 10,5 cm. L'UB-94 avait un équipage pouvant compter jusqu’à 3 officiers et 31 hommes.

## Historique des services
L'UB-94 a été construit par AG Vulcan à Hambourg. Après un peu moins d’un an de construction, il a été lancé à Hambourg le 26 avril 1918. Il a été mis en service plus tard la même année.

## Affectations
- IIe flottille : du 16 août au 11 novembre 1918[4]

## Commandants
- Kapitänleutnant Waldemar Haumann[5] : du 1er juin au 11 novembre 1918

## Navires coulés
| Date            | Nom           | Nationalité    | Tonnage | Destin. |
| --------------- | ------------- | -------------- | ------- | ------- |
| 18 octobre 1918 | Hunsdon       | United Kingdom | 2899    | Coulé   |
| 21 octobre 1918 | Saint Barchan | United Kingdom | 362     | Coulé   |